# Wimbledon 2021 (gra podwójna mężczyzn na wózkach)
Wimbledon 2021 – gra podwójna mężczyzn na wózkach – zawody deblowe mężczyzn na wózkach, rozgrywane w ramach trzeciego w sezonie wielkoszlemowego turnieju tenisowego, Wimbledonu. Zmagania miały miejsce w dniach 9–10 lipca na trawiastych kortach All England Lawn Tennis and Croquet Club w London Borough of Merton – dzielnicy brytyjskiego Londynu.

## Zawodnicy rozstawieni
| Numer | Tenisiści                      | Osiągnięcie |
| ----- | ------------------------------ | ----------- |
| 01    | Alfie Hewett Gordon Reid       | zwycięstwo  |
| 02    | Stéphane Houdet Nicolas Peifer | półfinał    |

## Drabinka

#### Klucz
- w/o – walkower
- k – krecz
- d – dyskwalifikacja
- Q – kwalifikant
- WC – dzika karta
- LL – szczęśliwy przegrany
- Alt – zawodnik zastępczy
- PR – ochrona rankingu
- SE – specjalna przepustka
- ITF – ranking ITF
- JE – ranking juniorski

### Faza finałowa
|  |           |                                  |           |                             |           |   |                          |       |       |       |       |       |
|  | Półfinały | Półfinały                        | Półfinały | Półfinały                   | Półfinały |   |                          | Finał | Finał | Finał | Finał | Finał |
|  | Półfinały | Półfinały                        | Półfinały | Półfinały                   | Półfinały |   |                          | Finał | Finał | Finał | Finał | Finał |
|  |           |                                  |           |                             |           |   |                          |       |       |       |       |       |
|  |           |                                  |           |                             |           |   |                          |       |       |       |       |       |
|  | 1         | Alfie Hewett Gordon Reid         | 6         | 7                           |           |   |                          |       |       |       |       |       |
|  | 1         | Alfie Hewett Gordon Reid         | 6         | 7                           |           |   |                          |       |       |       |       |       |
|  |           | Gustavo Fernández Shingo Kunieda | 2         | 5                           |           |   |                          |       |       |       |       |       |
|  |           | Gustavo Fernández Shingo Kunieda | 2         | 5                           |           | 1 | Alfie Hewett Gordon Reid | 7     | 6     |       |       |       |
|  |           |                                  |           |                             |           | 1 | Alfie Hewett Gordon Reid | 7     | 6     |       |       |       |
|  |           |                                  |           | Tom Egberink Joachim Gérard | 5         | 2 |                          |       |       |       |       |       |
|  |           | Tom Egberink Joachim Gérard      | 3         | Tom Egberink Joachim Gérard | 5         | 2 | 6                        | 6     |       |       |       |       |
|  |           | Tom Egberink Joachim Gérard      | 3         |                             |           |   |                          |       |       |       |       |       |
|  | 2         | Stéphane Houdet Nicolas Peifer   | 6         | 4                           | 2         |   |                          |       |       |       |       |       |
|  | 2         | Stéphane Houdet Nicolas Peifer   | 6         | 4                           | 2         |   |                          |       |       |       |       |       |
|  |           |                                  |           |                             |           |   |                          |       |       |       |       |       |

## Pula nagród
| Runda        | Pieniądze (£) | Punkty |
| Zwycięzcy    | 20 000        | 800    |
| Finaliści    | 10 000        | 500    |
| Półfinaliści | 6000          | 100    |